# Chi ha ucciso Silvio Berlusconi
Chi ha ucciso Silvio Berlusconi è un romanzo scritto da Giuseppe Caruso nel 2005, al centro di polemiche poiché racconta un ipotetico omicidio dell'allora presidente del Consiglio italiano Silvio Berlusconi.

## Trama
Il romanzo è raccontato in prima persona dal protagonista, Ettore Saleri, un venticinquenne appena laureato, lavoratore interinale; il disagio del precariato e l'incontro con Allegra lo portano ad aderire a un gruppo sovversivo terrorista.
Quando i suoi compagni finiscono in carcere per una bomba davanti a un'agenzia interinale, Ettore scopre come il gruppo fosse manovrato dai servizi segreti; la disperazione, la mancanza di lavoro e la fine dell'amore lo portano a maturare l'idea dell'omicidio di Silvio Berlusconi, che Ettore mette infine in pratica, sparando al premier davanti al Teatro alla Scala.

## Controversie
Il tema controverso ha scatenato diverse polemiche sull'opportunità di un tale libro. Antonio Tajani, capogruppo di Forza Italia al Parlamento europeo, indignato, ha chiesto all'editore il ritiro immediato del romanzo dalle librerie, denunciando possibili rischi di emulazione, e lamentando una "campagna d'odio" nei confronti di Berlusconi. Anche Lucio Malan, senatore di Forza Italia, ha criticato il libro, definendolo "inquietante" e chiedendo alla sinistra italiana di dissociarsene.
Caruso ha sottolineato come il romanzo voglia in realtà raccontare la frustrazione dei giovani italiani, conseguenza del precariato a cui sono costretti; ha inoltre rivelato di aver scelto il titolo, insieme all'editore, proprio in modo da attrarre l'attenzione pubblica.

## Edizioni
- Giuseppe Caruso, Chi ha ucciso Silvio Berlusconi, Milano, Ponte alle Grazie, 24 febbraio 2005, ISBN 88-7928-723-0.
- Giuseppe Caruso, Chi ha ucciso Silvio Berlusconi, Milano, TEA, 2008, ISBN 978-88-502-1698-7.